# Southfields (stanice metra v Londýně)
Southfields je stanice metra v Londýně, otevřená 3. června 1889. Autobusové spojení zajišťují linky 39, 493, 156, 639 a noční linka N87. Stanice se nachází v přepravní zóně 3 a leží na lince:
- District Line mezi stanicemi Wimbledon Park a East Putney.

| Rok  | Počet cestujících |
| ---- | ----------------- |
| 2011 | 5,26 mil          |
| 2012 | 5,58 mil          |
| 2013 | 5,79 mil          |
| 2014 | 6,13 mil          |